# アシル・ブロコ
ルイ・アシル・ブロコ（仏: Louis Achille Brocot、1817年7月11日 - 1878年1月19日
）は、フランスの時計職人、アマチュア数学者。
ブロコは主にドイツの数論学者モーリッツ・シュテルンとは独立にシュテルン–ブロコ木を発見したことで知られる。この木は実数を有理数で近似することにおいて有用であり、また時計のギアの比の設計において重要な役割を果たした。
時計設計の改善のいくつかはブロコの貢献とされる。彼の発明した"Brocot Suspension"は、時間の計測を調節するために使われる、ダイアル中のキーを回すことで長さが変化する振り子型懸架装置である。
また、実用的な時計を多く発明した。父ルイ＝ガブリエルのブロコ脱進機を改良し、Perpetual calendarの仕組みを時計に持ち込んだ。ブロコの元の設計を商業的に活用するため、1851年10月20日、パリにてジャン＝バティスト・デレトレズとともに時計製造会社"Brocot & Delettrez"を創立した。